# Fu’an (köpinghuvudort i Kina, Jiangsu Sheng, lat 32,68, long 120,47)
Fu'an är en köpinghuvudort i Kina. Den ligger i provinsen Jiangsu, i den östra delen av landet, omkring 170 kilometer nordost om provinshuvudstaden Nanjing. Antalet invånare är 75 652. Befolkningen består av 42 023 kvinnor och 33 629 män. Barn under 15 år utgör 11,0 %, vuxna 15-64 år 68 %, och äldre över 65 år 20,0 %.
Runt Fu'an är det tätbefolkat, med 762 invånare per kvadratkilometer. Fu'an är det största samhället i trakten. Trakten runt Fu'an består till största delen av jordbruksmark.
Genomsnittlig årsnederbörd är 1 189 millimeter. Den regnigaste månaden är juli, med i genomsnitt 248 mm nederbörd, och den torraste är januari, med 30 mm nederbörd.